# Amentotaxus argotaenia
Amentotaxus argotaenia ist ein strauchartig oder als kleiner Baum wachsendes Nadelgehölz aus der Gattung der Kätzcheneiben (Amentotaxus). Es werden zwei Varietäten unterschieden. Das natürliche Verbreitungsgebiet liegt im Süden von China, auf Taiwan, in Laos und Vietnam. Die Art wird in der Roten Liste der IUCN als gering gefährdet eingestuft. Die Varietät Amentotaxus argotaenia var. brevifolia gilt jedoch als vom Aussterben bedroht.

## Beschreibung

### Erscheinungsbild
Amentotaxus argotaenia wächst als immergrüner, bis zu 7 Meter hoher Strauch oder kleiner Baum. Der Stamm erreicht einen Brusthöhendurchmesser von meist bis zu 20 selten bis 50 Zentimetern. Die Stammborke ist glatt, anfangs rötlich braun und färbt sich später hell- oder dunkelgrau. Sie blättert in dünnen Flocken ab. Die wenigen Äste sind ausgebreitet oder aufsteigend. Die belaubten Zweige wachsen aufsteigend oder beinahe aufrecht, gegenständig und in einem Winkel von 25° bis 70° am Ast. Sie sind im Umriss breit rechteckig bis länglich-elliptisch, 4,5 bis 8 Zentimeter lang und 8 bis 15 Zentimeter breit. Die Achse ist im Querschnitt quadratisch bis beinahe stielrund. Die Rinde ist im ersten Jahr grün im zweiten und dritten Jahr färbt sie sich über grünlich gelb zu orange-braun.

### Knospen und Nadeln
Die vegetativen Knospen sind konisch und haben eiförmig-dreieckige, spitze Knospenschuppen.
Die Nadeln wachsen zweizeilig und stehen in einem Winkel von meist 45° bis 90° selten bis 95° vom Zweig ab. Sie sind beinahe sitzend oder bis zu 3 Millimeter lang gestielt. Die Nadeln sind linealisch oder linealisch-lanzettlich, ab 2 meist 3 bis 9 und selten bis 11 Zentimeter lang, 5 bis 11 Millimeter breit, sichelförmig gebogen oder beinahe gerade. Die Basis ist asymmetrisch und keilförmig bis spitz zulaufend. Der Nadelrand ist flach oder sehr schmal nach unten eingerollt. Die Spitze ist dunkler, schwielig und gerundet bis scharf dreieckig. Die ersten vier oder mehr basal am Zweig stehenden Nadeln haben eine stumpfe Spitze, die anderen Nadeln sind häufig zugespitzt. Die Nadeln sind ledrig und bilden Sklerenchymzellen, dadurch sind frische Nadeln gefleckt und trockene runzelig. Die Nadeloberseite ist dunkelgrün. Die Unterseite zeigt zwei weiße Spaltöffnungsbänder mit zahlreichen, verstreut verteilten Spaltöffnungen, die durch die Mittelrippe voneinander und durch zwei etwa gleich breite grüne Bänder vom Nadelrand getrennt sind. Die Mittelrippe ist auf der Nadeloberseite deutlich erhöht, 0,8 bis 1 Millimeter breit und liegt in einer flachen Furche. Auf der Nadelunterseite ist sie beinahe flach und 1,2 bis 1,5 Millimeter breit.

### Zapfen und Samen
Die Pollenzapfen sind in 1,5 bis 6,5 Zentimeter langen Trauben aus 10 bis 12 Zapfenpaaren angeordnet. Meist wachsen zwei bis vier bei der Varietät brevifolia bis 10 Trauben zusammen an einem Zweig. Die Zapfen sind eiförmig, 3 bis 3,5 Millimeter lang und haben Durchmessern von 2,3 bis 3,5 Millimetern. Die sechs bis acht Mikrosporophylle sind schildförmig und tragen jeweils zwei bis fünf, meist jedoch drei Pollensäcke.
Die den Samen tragenden Strukturen wachsen einzeln in den Achseln der Nadeln nahe den Enden der Zweige auf einen dünnen, nach unten gebogenen, 1,5 bis 2 Zentimeter langen Stiel. Sechs bis acht, manchmal bis zehn kreuzgegenständig angeordnete, gekielte Deckschuppen umgeben eine einzelne, endständige Samenanlage. Zur Bestäubungszeit wird eine Bestäubungstropfen ausgebildet. Der Samen wird von einem ellipsoiden bis schmal verkehrt-eiförmigen, 20 bis 26 Millimeter langen und 10 bis 13 Millimeter durchmessenden, glatten Arillus umgeben, der ein stachelspitziges Ende hat und bei Reife eine glänzend hellrote Farbe. Der eigentliche längliche oder ellipsoide Same ist mit einer Länge von etwa 15 Millimetern und einem Durchmesser von etwa 7 Millimetern deutlich kleiner. Er hat ein kleines, stachelspitziges Ende.
Die Pollen werden im April abgegeben, die Samen reifen im Oktober.

## Verbreitung und Ökologie
Das natürliche Verbreitungsgebiet von Amentotaxus argotaenia liegt in China in den Provinzen Chongqing und Fujian, im Süden von Gansu, in Guangdong, Guangxi und Guizhou, im Westen von Hubei, in Hunan und Jiangsu, im Nordwesten von Jiangxi, in Sichuan, im Süden von Zheijang und im Südosten des Autonomen Gebiets Tibet, auf der Insel Taiwan, in Laos und im Norden von Vietnam in der Provinz Hà Giang. Die Art ist weitverbreitet und wächst auf Kalk, Sandstein, Schiefer und Granit in Schluchten, auf steilen Hängen und Felswänden, auf Berggipfeln und Bergkämmen und in Bergwäldern entlang schattiger Flussläufe in Höhen von 600 bis 1100 Metern. Das Verbreitungsgebiet wird der Winterhärtezone 8 zugerechnet mit mittleren jährlichen Minimaltemperaturen zwischen −12,2 und −6,7 °C (10 bis 20 °F). Die vergesellschafteten Arten unterscheiden sich abhängig vom Untergrund. Auf Kalk wächst die Art zusammen mit Pinus kwangtungensis, verschiedenen Arten der Gattung Nageia, mit der Oleanderblättrigen Steineibe (Podocarpus neriifolius), Podocarpus pilgeri, der Großblättrigen Steineibe (Podocarpus macrophyllus) und mit der Chinesischen Eibe (Taxus chinensis). Auf sauren Untergrund findet man die Art zusammen mit Amentotaxus yunnanensis, verschiedenen Arten der Kopfeiben (Cephalotaxus) und Laubbäumen und Laubsträuchern wie Arten der Magnolien (Magnolia), der Eichen (Quercus) und der Rhododendren (Rhododendron) in montanen, immergrünen Wäldern.

## Gefährdung und Schutz
In der Roten Liste der IUCN wird Amentotaxus argotaenia als gering gefährdet („Near Threatened“) geführt. Der Gesamtbestand ist in den letzten 75 Jahren etwa 20 bis 29 Prozent zurückgegangen (Stand 2010). Trotz des großen Verbreitungsgebiets verschlechtert sich der Lebensraum im gesamten Bereich, beispielsweise durch Umwandeln der Wälder in landwirtschaftliche Flächen. Zusätzlich sind die Wachstumsraten niedrig, die Ausbreitung der Samen erfolgt nur langsam und sie werden häufig von Ratten gefressen. Die meisten Bestände sind klein und voneinander isoliert und sie nehmen weiterhin ab. Einige Populationen liegen jedoch in geschützten Gebieten.

## Systematik und Etymologie
Amentotaxus argotaenia ist eine Art aus der Gattung der Kätzcheneiben (Amentotaxus). Sie wurde 1883 von Henry Fletcher Hance als Podocarpus argotaenia (Basionym) im Journal of Botany, British and Foreign erstbeschrieben, also zur Gattung der Steineiben (Podocarpus) gestellt. Robert Knud Friedrich Pilger stellte 1916 diese Art als Amentotaxus argotaenia (Hance) Pilg. in die neu aufgestellte Gattung Amentotaxus. Weitere Synonyme von Amentotaxus argotaenia (Hance) Pilg. sind Amentotaxus cathayensis H.L.Li, Cephalotaxus argotaenia (Hance) Pilg., Nageia argotaenia (Hance) Kuntze, Nageia insignis (Hemsl.) Kuntze und Podocarpus insignis Hemsl.
Der Gattungsname Amentotaxus leitet sich vom Lateinischen amentum für „Wurfriemen“ aber auch botanisch „Kätzchen“ ab und von taxus, dem lateinischen Namen der „Eibe“. Er verweist damit auf die traubenförmige Anordnung der Pollenzapfen. Das Artepitheton argotaenia leitet sich vom Griechischen argyr für „silbern“ und taenia für „Band“ ab. Es beschreibt die beiden Spaltöffnungsstreifen auf der Unterseite der Nadeln.
Es werden zwei Varietäten unterschieden:
- Amentotaxus argotaenia var. argotaenia: Die Nadeln sind 3 bis 11 Zentimeter lang und 6 bis 11 Millimeter breit. Die Pollenzapfentrauben sind in Gruppen von zwei bis vier, manchmal bis fünf angeordnet und wachsen nur selten einzeln. Sie sind 5 bis 6,5 Zentimeter lang. Der Samen mit dem Arillus ist 20 bis 26 Millimeter lang und hat einen Durchmesser von 10 bis 13 Millimetern. Das Verbreitungsgebiet deckt sich mit den Angaben zur Art.[12][13] Die Varietät wird von der IUCN wie die Art als gering gefährdet („Near Threatened“) gelistet. In Vietnam war sie lokal sehr zahlreich, in Hongkong besteht die Population, falls sie noch existiert, aus 20 Exemplaren. In Südchina ist die Varietät weit verbreitet und häufig. Die Bestände gehen jedoch zurück.[5]

- Amentotaxus argotaenia var. brevifolia K.M.Lan & F.H.ZhanG: Die Nadeln sind 2 bis 3,7 Zentimeter lang und 5 bis 7 Millimeter breit. Die Pollenzapfentrauben sind in Gruppen von bis zu zehn angeordnet und 1,5 bis 5,5 Zentimeter lang. Der Same ist zusammen mit dem Arillus etwa 20 Millimeter lang und hat einen Durchmesser von etwa 10 Millimeter. Das Verbreitungsgebiet liegt im Südosten von Guizhou im Kreis Libo. Die Varietät wächst auf steilen, karstigen Hängen und Bergkämmen in einer Höhe von etwa 900 Metern.[12][14] Sie wird von der IUCN als von Aussterben bedroht („Critically Endangered“) geführt. Das Verbreitungsgebiet ist mit weniger als 5 Quadratkilometern sehr klein und wahrscheinlich ebenfalls die Zahl der Individuen, obwohl diese nicht genau bekannt ist. Laut der chinesischen Roten Liste gibt es weniger als 50 ausgewachsene Exemplare. Trotzdem gehen die Bestände durch das Fällen von Bäumen und das Umwandeln der Wälder in landwirtschaftliche Flächen weiterhin zurück.[15]

James Eckenwalder zählt die Art Amentotaxus assamica als Varietät Amentotaxus argotaenia var. assamica (D.K.Ferguson) Eckenwalder ebenfalls zu Amentotaxus argotaenia. Diese Zuordnung wird jedoch weder in der Flora of China noch von Aljos Farjon oder der IUCN verwendet.

## Verwendung
Aus dem Holz werden Werkzeuge und Möbel hergestellt und es wird zum Drechseln verwendet. Die Art wird in China kultiviert und wurde von Hongkong aus auch in Europa eingeführt. Sie wird als Zierstrauch verwendet, doch nur in wärmeren Gebieten. In China wird die Art auch als Bonsai gesetzt. Die Samen sind reich an Ölen und sind von einem auffallenden Arillus umgeben. Es wird untersucht, ob man daraus, ähnlich wie für verschiedene Eibenarten (Taxus spp.), Medikamente gegen Krebs herstellen kann (Stand 2010).